# Christian Panucci
Ne doit pas être confondu avec Christian Ranucci ou Christian Nucci.
Christian Panucci, né le 12 avril 1973 à Savone en Italie est un ancien footballeur italien. Son poste de prédilection était arrière droit mais il pouvait aussi jouer en défense centrale.

## Carrière

### Club

#### De Savone à Gênes
Après avoir fait ses débuts dans les équipes de jeunes de FBC Veloce 1910 (une équipe de Savone, sa ville natale), il fut recruté en 1990 par le Genoa pour jouer en Primavera. Durant la saison 1991-1992, il débuta en Serie A avant de s'affirmer la saison suivante en étant un des meilleurs joueurs du club. C'est alors qu'il tapa dans l'œil des dirigeants du Milan AC qui décidèrent de le recruter.

#### La confirmation au Milan
Il joua quatre saisons au Milan AC où il gagna tout. Menés par Fabio Capello, les milanais remportèrent en effet la Supercoupe d'Italie, le scudetto et la Ligue des champions, dès sa première saison en 1993-1994, vinrent ensuite la Supercoupe de l'UEFA 1994 et un autre titre de champion en 1996. Durant sa dernière saison, ses mauvais rapports avec Arrigo Sacchi qui a remplacé Oscar Washington Tabarez à la tête du Milan AC affectèrent ses performances avant de le pousser vers la sortie. À la fin de la saison, il partit pour le Real Madrid.

#### En Europe: du Real à Monaco
Avec le Real Madrid il joua deux saisons pleines et gagna entre autres une deuxième Ligue des champions. En 1999, il fut transféré à l'Inter Milan mais la très mauvaise saison des nerazzurri influa sur ses prestations et il partit en prêt à la fin de la saison. Son année 2000-2001 fut partagée entre Chelsea FC et l'AS Monaco.

#### La Roma
Il rejoignit la Roma au mercato d'hiver de la saison 2001-2002 et il devint dès lors une pièce maîtresse de l'équipe romaine. Il entame en 2007 sa septième saison avec la Roma en tant que titulaire indiscutable. Il met au service de l'équipe sa grande intelligence tactique, son expérience et son énergie. Durant la saison 2006-2007, il fut l'auteur de grandes prestations et d'un bon nombre de buts, il fut aussi un protagoniste de la conquête de la huitième Coupe d'Italie du club en inscrivant notamment un doublé contre l'Inter lors de la finale aller, remportée 6-2 par la Roma.

#### Parme
Libre de tout contrat, il signe en juillet 2009 au Parme FC. Régulièrement titulaire au sein de la défense, il ne parvient cependant pas à s'imposer aux yeux de l'entraîneur Francesco Guidolin. Le 23 février 2010, le club annonce la rupture d'un commun accord du contrat de Christian Panucci.

#### Retraite
Sans club depuis février 2010, Christian Panucci annonce le 22 août 2010 qu'il met un terme à sa carrière de footballeur. Il devient commentateur pour une chaîne sportive câblée, puis devient directeur technique de Palermo en mars 2012 duquel il démissionne le 24 avril 2012.

### Sélection nationale
Christian Panucci est sélectionné avec l'équipe d'Italie de 1994-2008 ; il compte 57 sélections pour quatre bus inscrits. Il participe à la Coupe du monde 2002 (huitième-de-finale), à l'Euro 2004 (premier tour) et l'Euro 2008 (quart de finale). C'est durant l'Euro 2008, qu'il marque son premier but dans un tournoi majeur en égalisant face à la Roumanie. 
Brouillé avec Marcello Lippi depuis qu'ils se sont côtoyés à l'Inter Milan en 1999-2000, il est absent de la liste des 23 pour disputer la Coupe du monde 2006, ; Cristian Zaccardo lui est préféré. L'Italie remportera le sacre mondial.

### Carrière d'entraîneur

#### Adjoint de Fabio Capello
En juillet 2012, il devient adjoint de Fabio Capello, nouvellement nommé sélectionneur russe.

#### Ternana Calcio
Le 1er juillet 2016, il devient l'entraîneur du Ternana Calcio. Le 11 août 2016, moins de 2 mois après son arrivée, Christian Panucci est licencié.

## Anecdote
En 1996, Christian Panucci échappe de peu à la mort. Alors appelé par l'équipe nationale d'Italie pour disputer les Jeux olympiques d'été de 1996 à Atlanta (Géorgie, États-Unis), il se blesse et doit revenir prématurément en Europe. Pour son voyage retour, il est prévu qu'il prenne le vol 800 TWA lequel s'écrase quelques minutes après son décollage au large de New York. Cependant, un empêchement de dernière minute l’amène à modifier son planning et donc à changer de vol lui sauvant ainsi la vie.

## Palmarès

### Équipe nationale
- Vainqueur du Championnat d'Europe Espoirs 1994 et 1996 (Italie -21).

### Club
- Vainqueur de la Ligue des champions : 1994 (Milan AC) et 1998 (Real Madrid)
- Vainqueur de la Supercoupe de l'UEFA : 1994 (Milan AC)
- Vainqueur de la Coupe intercontinentale : 1998 (Real Madrid)
- Vainqueur du Championnat d'Italie : 1994 et 1996 (Milan AC)
- Vainqueur de la Coupe d'Italie : 2006 et 2007 (AS Rome)
- Vainqueur de la Supercoupe d'Italie : 2007 (AS Rome)
- Vainqueur du Championnat d'Espagne : 1997 (Real Madrid)
- Vainqueur de la Supercoupe d'Espagne : 1997 (Real Madrid)

### Distinction personnelle
- Trophée Bravo de meilleur jeune européen en 1994

### Buts en sélection
| Buts en sélection de Christian Panucci | Buts en sélection de Christian Panucci | Buts en sélection de Christian Panucci | Buts en sélection de Christian Panucci | Buts en sélection de Christian Panucci | Buts en sélection de Christian Panucci | Buts en sélection de Christian Panucci |
| #                                      | Date                                   | Lieu                                   | Adversaire                             | Score                                  | Résultats                              | Compétitions                           |
| -------------------------------------- | -------------------------------------- | -------------------------------------- | -------------------------------------- | -------------------------------------- | -------------------------------------- | -------------------------------------- |
| 1                                      | 8 octobre 1994                         | Tallinn, Estonie                       | Estonie                                | 1-0                                    | 2-0                                    | Éliminatoires Euro 1996                |
| 2                                      | 17 avril 2002                          | Milan, Italie                          | Uruguay                                | 1-0                                    | 1-1                                    | Match amical                           |
| 3                                      | 17 novembre 2007                       | Glasgow, Écosse                        | Écosse                                 | 2-1                                    | 2-1                                    | Éliminatoires Euro 2008                |
| 4                                      | 13 juin 2008                           | Zurich, Suisse                         | Roumanie                               | 1-1                                    | 1-1                                    | Euro 2008                              |